# アンジェラ・イアノッタ
アンジェラ・イアノッタ （Angela Iannotta, 1971年3月22日 - ）は、オーストラリア出身の元女子サッカー選手、サッカー指導者。元サッカーオーストラリア女子代表。ポジションはフォワード。

## 経歴
1998年には日本でプレーしており、スペランツァ大阪高槻の前身となる松下電器パナソニックバンビーナに所属していた。帰国後はオーストラリアのキャンベラ・エスケープやイタリアのエアカーゴ・アグリアーナでプレーした。
オーストラリア女子代表にとってワールドカップ初出場となった1995 FIFA女子ワールドカップ スウェーデン大会では、予選グループ2試合目の中国戦で前半25分に同代表にとってワールドカップ初となる得点を決めた。アメリカ合衆国での1999 FIFA女子ワールドカップでもメンバーの1人に選ばれている。